# Мирошников, Анатолий Иванович
Анато́лий Ива́нович Миро́шников (род. 5 мая 1940 года, пос. Сагайдачное, Курская область) — советский и российский биохимик, академик РАН (2000), бывший председатель Пущинского научного центра РАН, заместитель директора Института биоорганической химии им. академиков М. М. Шемякина и Ю. А. Овчинникова РАН.

## Биография
Родился 5 мая 1940 года в п. Сагайдачное (ныне — Прохоровского района Белгородской области).
В 1963 году окончил Московский институт тонкой химической технологии имени М. В. Ломоносова, факультет тонкой химической технологии. По окончании института работал стажёром-исследователем в Новосибирском институте органической химии СО АН СССР.
В 1968 году защитил кандидатскую диссертацию на тему «Масс-спектрометрическое определение аминокислотной последовательности в пептидах, содержащих остатки моноаминодикарбоновых кислот и их ω-амидов», в 1989 году — докторскую на тему «Структурно-функциональные исследования полимиксина В, фосфолипазы А2 и апамина».
С 1964 по 1983 год — старший лаборант, младший научный сотрудник, старший научный сотрудник Института биоорганической химии им. М. М. Шемякина АН СССР. С 1983 по 1986 годы — заместитель начальника управления в Министерстве медицинской промышленности СССР, а 1986—1987 годах помощник министра медицинской и микробиологической промышленности. С 1987 по 1991 год — директор Всесоюзного института лекарственных растений.
В 1991—2017 годах — заведующий лабораторией биотехнологии, заместитель директора по научной работе Института биоорганической химии им. академиков М. М. Шемякина и Ю. А. Овчинникова РАН (с 2004 г. с выполнением обязанностей заместителя директора Филиала ИБХ РАН в г. Пущино). С 2017 года по настоящее время — научный руководитель ИБХ по направлению «Биотехнология», заведующий Отделом биотехнологии.
В 1974—1982 годах заведовал базовой кафедрой химии и технологии тонких органических соединений МИТХТ им. М. В. Ломоносова в ИБХ им. М. М. Шемякина АН СССР. С 2013 года по настоящее время — декан-организатор биотехнологического факультета МГУ им. М. В. Ломоносова; член Ученого совета МГУ им. М. В. Ломоносова, директор межфакультетского научно-образовательного центра МГУ в г. Пущино. На протяжении ряда лет был членом диссертационных советов МИТХТ и МГУ им. М. В. Ломоносова. Руководитель 3 докторских и 10 кандидатских диссертаций.
С 31 марта 1994 года — член-корреспондент РАН по Отделению биохимии, биофизики и химии физиологически активных соединений (физико-химическая биология), с 26 мая 2000 года — действительный член РАН.
Член редколлегий «Химико-фармацевтического журнала» (1991—1998), журналов «Биотехнология» (с 1987), «Вопросы биологической, медицинской и фармацевтической химии» (с 1998), вице-президент Российского общества биохимиков и молекулярных биологов (с 1996), заместитель председателя Национального комитета биохимиков и молекулярных биологов (с 1996), заместитель председателя Научного совета РАН по научному приборостроению (с 2003), член Координационного совета РАН по инновационной деятельности (с 2004), председатель Президиума Пущинского научного центра РАН (2005—2015), член Президиума РАН (2008—2017), вице-президент Общероссийской общественной организации «Общество биотехнологов России имени академика Ю. А. Овчинникова» (с 2003).
Сын Константин (род. 1968) — биолог, член-корреспондент РАН.

## Награды и премии
- Медали «За трудовую доблесть» (1975, 1981)
- Две премии Правительства Российской Федерации в области науки и техники (за 1996 и 2005 годы)[2]
- Медаль ордена «За заслуги перед Отечеством» II степени (1999)[3]
- Орден Дружбы (2005)[4]
- Орден Почёта (2012)[5]
- Орден Александра Невского (2024)[6].
- Юбилейная медаль «В память 850-летия Москвы» (1997)

## Труды
Автор около 300 научных публикаций.
- Skoblov M. Y., Shibanova E. D., Kovaleva E. V., Bairamashvili D. I., Skoblov Y. S., Miroshnikov A. I. (2010). DNA Assay for Recombinant Pharmaceutical Substances Using the Real_Time PCR Technique. Russ. J. Bioorgan. Chem. 36 (1), 104—108 ID:266
- Таран С. А., Верёвкина К. Н., Феофанов С. А., Мирошников А. И. (2009). Ферментативное трансгликозилирование природных и модифицированных нуклеозидов иммобилизованными термостабильными нуклеозидфосфорилазами из Geobacillus stearothermophilus. Биоорг. хим. 35 (6).